# Aberin
Aberin là một đô thị trong tỉnh và cộng đồng tự trị Navarre, Tây Ban Nha. Đô thị này có diện tích là 21,25 ki-lô-mét vuông, dân số năm 2007 là 343 người với mật độ dân số 16,14 người/km²
Đô thị nằm ở độ cao 514 m trên mực nước biển, cách tỉnh lỵ Pamplona 50 km.

## Biến động dân số
| 1897 | 1900 | 1930 | 1940 | 1950 | 1960 | 1970 | 1975 | 1981 | 1991 | 1999 |
| ---- | ---- | ---- | ---- | ---- | ---- | ---- | ---- | ---- | ---- | ---- |
|      |      |      |      |      |      |      |      |      |      |      |